# Hibito
Hibito (Xibito, Jíbito), pleme američkih Indijanaca porodice Cholonan, srodno Cholónima, naseljeno u području peruanskog departmana San Martín, na río Huallaga. Populacija im je 1851. iznosila oko 500 u selima Tocache, Lamasillo, Isonga i Pisana. Istoimeni jezik hibito (jibito, chibito, zibito, ibito, xibita ili xibiot), danas se smatra izumrlim, a oni se asimiliraju u Kečue ili se hispaniziraju u Peruance.

## Vanjske poveznice
- Hibito
- Cholón